# 1986 na ciência

## Eventos

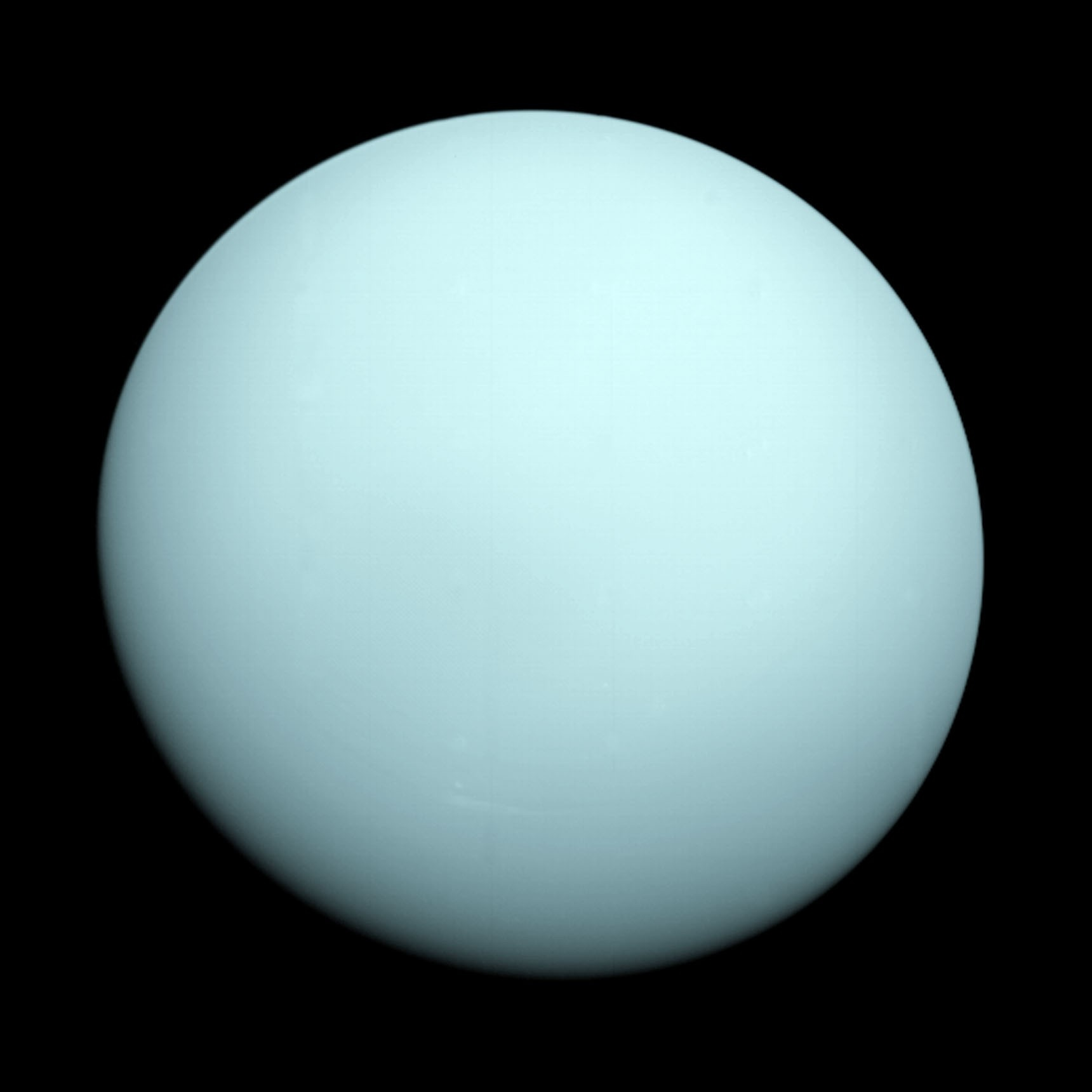
O planeta Urano.

- 24 de janeiro — Voyager 2 visita o planeta Urano.
- 28 de janeiro — Explosão do ônibus espacial americano Challenger.
- 9 de fevereiro — Aparição do Cometa Halley visível a olho nu.
- 5 de setembro — Descoberto o asteróide 8000 Isaac Newton por Henri Debehogne.

## Nascimentos
| Data | Nome | Profissão | Nacionalidade | Observações | Ref |
| ---- | ---- | --------- | ------------- | ----------- | --- |

## Mortes
| Data            | Nome                      | Profissão                                                             | Nacionalidade            | Observações                                                   | Ref         |
| --------------- | ------------------------- | --------------------------------------------------------------------- | ------------------------ | ------------------------------------------------------------- | ----------- |
| 28 de janeiro   | Ronald McNair             | físico e astronauta                                                   | Estados Unidos           | n. 1950                                                       |             |
| 28 de janeiro   | Michael Smith             | astronauta                                                            | Estados Unidos           | n. 1945                                                       |             |
| 28 de janeiro   | Francis Scobee            | astronauta                                                            | Estados Unidos           | n. 1939                                                       |             |
| 28 de janeiro   | Judith Resnik             | astronauta                                                            | Estados Unidos           | n. 1949                                                       |             |
| 28 de janeiro   | Ellison Onizuka           | astronauta                                                            | Estados Unidos           | n. 1946                                                       |             |
| 28 de janeiro   | Gregory Jarvis            | astronauta                                                            | Estados Unidos           | n. 1944                                                       |             |
| 28 de janeiro   | Christa McAuliffe         | astronauta                                                            | Estados Unidos           | n. 1948                                                       |             |
| 17 de Fevereiro | Jiddu Krishnamurti        | filósofo e místico                                                    | Reino Unido (Índia)      | n. 1895                                                       |             |
| 7 de abril      | Leonid Kantorovich        | matemático e economista                                               | União Soviética          | n. 1912 Nobel de Economia 1975                                | [ 1 ]       |
| 14 de abril     | Simone de Beauvoir        | escritora e filósofa                                                  | França                   | n. 1908                                                       |             |
| 22 de abril     | Mircea Eliade             | professor, historiador das religiões, mitólogo, filósofo e romancista | Roménia / Estados Unidos | n. 1907                                                       |             |
| 31 de maio      | Leo James Rainwater       | físico                                                                | Estados Unidos           | n. 1917 Nobel da Física 1975                                  | [ 2 ]       |
| 3 de junho      | Augusto Ruschi            | cientista, agrônomo, advogado, ecologista e naturalista               | Brasil                   | n. 1915                                                       |             |
| 30 de julho     | Luís da Câmara Cascudo    | historiador, folclorista, antropólogo, advogado e jornalista          | Brasil                   | n. 1898                                                       |             |
| 23 de agosto    | Witold Nowacki            | engenheiro e matemático                                               | Polónia                  | n. 1911                                                       |             |
| 25 de setembro  | Nikolay Semyonov          | físico químico                                                        | União Soviética          | n. 1896 Nobel da Química 1956 Medalha de Ouro Lomonossov 1969 | [ 3 ] [ 4 ] |
| 5 de outubro    | James H. Wilkinson        | matemático                                                            | Reino Unido              | n. 1919 Prémio Turing 1970 Prémio Chauvenet 1987              | [ 5 ] [ 6 ] |
| 10 de outubro   | Gleb Wataghin             | físico                                                                | União Soviética / Itália | n. 1899                                                       |             |
| 11 de outubro   | Georges Dumézil           | filólogo                                                              | França                   | n. 1898                                                       |             |
| 31 de outubro   | Robert Sanderson Mulliken | químico                                                               | Estados Unidos           | n. 1896 Nobel da Química 1966                                 | [ 3 ]       |
| 20 de novembro  | Alexander Ostrowski       | matemático                                                            | União Soviética          | n. 1893                                                       |             |

## Prémios

### Medalha Albert Einstein
- Rudolf Ludwig Mössbauer[7]

### Medalha Arthur L. Day
- E-an Zen[8]

### Medalha Bruce
- Fred L. Whipple[9]

### Medalha Copley
- Rudolf Peierls[10]

### Medalha Davy
- AG Ogston[11]

### Medalha Fields
- Simon Donaldson,[12] Gerd Faltings[12] e Michael Freedman[12]

### Medalha Guy
- ouro - Bernard Benjamin[13]
- prata - Richard Peto[14]
- bronze - D.F. Hendry[15]

### Medalha Hughes
- Michael Woolfson[16]

### Medalha Lobachevsky
- Andrei Nikolaevich Kolmogorov[17]

### Medalha Lorentz
- Gerardus 't Hooft[18]

### Medalha de Ouro Lomonossov
- Svyatoslav Fyodorov[4] e Josef Řiman[4]

### Medalha de Ouro da Royal Astronomical Society
- George E. Backus[19] e Alexander Dalgarno[19]

### Medalha Penrose
- Laurence L. Sloss[20]

### Medalha Real
- Eric Ash,[21] Richard Doll[21] e Rex Richards[21]

### Medalha Rumford
- Denis Rooke[22]

### Prémio Nobel
- Física — Gerd Binnig,[2] Heinrich Rohrer,[2] Ernst Ruska[2]
- Química — Dudley R. Herschbach,[3] Yuan T. Lee,[3] John C. Polanyi[3]
- Medicina — Stanley Cohen,[23] Rita Levi-Montalcini[23]
- Economia — James M. Buchanan Jr.[1]

### Prémio Turing
- John Hopcroft[5] e Robert Tarjan[5]

### Prémio Wolf de Matemática
- Samuel Eilenberg[24] e Atle Selberg[24]

### Prémio Wolf de Química
- Albert Eschenmoser[25] e Elias James Corey Jr.[25]